# Adélaïde de La Rochefoucauld
Adélaïde de La Rochefoucauld, nacida de Pyvart de Chastullé (16 de agosto de 1769-20 de diciembre de 1814), fue una cortesana francesa. Sirvió como dama de honor de la emperatriz Josefina desde 1804 hasta 1809.

## Biografía
Nacida en París y heredera de una rica plantación en Santo Domingo, su padre estaba relacionado con la familia Beauharnais. Adélaïde contrajo matrimonio en París el 9 de junio de 1788 con Alexandre, conde de La Rochefoucauld (1767-1841), con quien tuvo tres hijos y una hija. Esta última acabaría casándose con Francesco Borghese, cuñado de Paulina Bonaparte, princesa Borghese. Encarcelada durante el Terror, Adélaïde conoció a Josefina de Beauharnais poco después de que ambas hubiesen sido liberadas.
En 1804, cuando Napoleón y su esposa se convirtieron en emperadores de Francia, Bonaparte creó una corte imperial y asignó varias damas de compañía a Josefina. Adélaïde fue asignada al puesto de dama de honor de la emperatriz, lo que le otorgó el mayor rango entre las damas al servicio de Josefina, por encima incluso de Emilia de Beauharnais, quien ocupaba el puesto de dame d'atour, así como de las demás damas del palacio: Jeanne Charlotte du Luçay, Claire Elisabeth Gravier de Vergennes, Elisabeth Baude de Talhouët, Lauriston, d'Arberg, Marie Antoinette Duchâtel, Sophie de Segur, Séran, Colbert, Savary y Aglaé Louise Auguié Ney.
Como dama de honor, una de sus funciones consistía en supervisar a las damas de compañía, así como organizar la corte de la emperatriz y tomar decisiones relativas a visitas, invitaciones y presentaciones, siendo considerada altamente eficiente en su cometido. Descrita como arrogante y partidaria del antiguo régimen, tuvo algún que otro desencuentro con Napoleón, quien sentía desagrado hacia Adélaïde, refiriéndose a ella como "una pequeña lisiada, tan estúpida como fea". De acuerdo con Laure Junot, Adélaïde nunca se sintió conforme con su puesto, el cual había aceptado persuadida por la propia Josefina. De hecho, Adélaïde prefería no hacer uso de su apartamento, pese a que su posición en la corte la autorizaba a ello.
Cuando Napoleón se divorció de Josefina en 1809, Adélaïde solicitó al emperador permiso para continuar desempeñando su puesto como dama de honor de la siguiente emperatriz, María Luisa de Austria. Napoleón, inicialmente desconcertado por dicha solicitud, terminó por considerarla una deslealtad hacia Josefina, a quien pidió que Adélaïde fuese despedida, siendo finalmente reemplazada como dama de honor de Josefina por una de las damas del palacio, d'Arenberg, mientras que el puesto de dama de honor de la emperatriz María Luisa fue otorgado a la duquesa de Montebello.